# Túnel do Marão
O Túnel do Marão é um túnel rodoviário localizado em Portugal, que faz a ligação entre Amarante e Vila Real, atravessando a Serra do Marão. No Túnel passa a autoestrada A4 (e a estrada europeia E82), que liga o Porto a Trás-os-Montes.
O Túnel do Marão consiste em duas galerias com 5825 m de comprimento, o que faz dele o mais longo túnel rodoviário de Portugal e o 3.º mais longo túnel rodoviário da Península Ibérica. Foi construído para substituir o troço original do IP4, o qual atravessava as encostas da Serra do Marão em perfil de via rápida 2+1 vias. O Túnel do Marão tem portagens, pelo que o traçado original do IP4 (em serviço desde 1988) serve de alternativa à utilização do túnel.
A construção começou em maio de 2009 e inicialmente previa-se que o Túnel ficasse concluído em 2011 ou 2012. Contudo, devido a problemas judiciais, financeiros e políticos, as obras foram suspensas várias vezes e a construção arrastou-se durante mais anos. O Túnel foi inaugurado em 7 de maio de 2016.
As operações de controlo e vigilância da segurança e tráfego no túnel são feitas a partir do Centro de Controlo e Informação de Tráfego da Infraestruturas de Portugal localizado em Almada.

## Construção
A empreitada do Túnel e dos seus acessos a poente e nascente foi lançada em 2009, com um investimento inicial anunciado de 350 milhões de euros.
A Autoestrada do Marão teve um custo final entre 260 e 270 milhões de euros, o que representa uma poupança significativa em relação aos 350 milhões inicialmente anunciados. Para o efeito contribuiu a forte concorrência verificada nos concursos para as empreitadas do túnel e dos acessos.
A obra foi incluída na Concessão Túnel do Marão que foi atribuída, em 2008, ao consórcio Auto-estrada do Marão S.A., por 30 anos. Esta concessionária contratou como consórcio construtor o Infratúnel, constituído pelas empresas Somague e MSF. Em 2013, o Estado resgatou a concessão e assumiu ele próprio (por via da empresa pública Infraestruturas de Portugal) a construção do Túnel do Marão e dos seus acessos.
Os prazos foram cumpridos, tendo a construção do túnel sido concluída até 31 de dezembro de 2015, seguida de uma fase de testes nos primeiros meses de 2016 e a consequente abertura ao tráfego em maio de 2016.
Durante a construção não ocorreram acidentes de trabalho mortais.

## Tráfego
Nos primeiros seis meses de funcionamento, passaram no Túnel do Marão, em média, 11 244 veículos por dia. O Túnel não só captou a maior parte do trânsito que circulava no traçado original do IP4, como também conseguiu atrair algum trânsito das autoestradas A7 e A24. O antigo traçado do IP4 perdeu 73% do volume de tráfego, que em alguns troços caiu para menos de 1 000 veículos/dia. O Túnel também conseguiu captar quase 100% do tráfego pesado carregado; por outro lado, vários veículos pesados que não levam carga continuaram a seguir pelo antigo IP4.
Com efeito, apesar do preço das portagens—que chegou a ser considerado excessivo por várias forças vivas da região—, o Túnel parece ter cumprido o essencial das funções para que foi pensado. O tráfego ficou acima das expectativas, o que levou a empresa Infraestruturas de Portugal a fazer um balanço "positivo em toda a linha" da obra. Também a maior parte dos utentes e das forças económicas e políticas da região ficaram satisfeitos com o Túnel, considerando que este aumentou a segurança e a rapidez das viagens, o que ajudou a tornar Trás-os-Montes—e em particular, Vila Real—em zonas mais atrativas e competitivas. Em novembro de 2016, Rui Santos, o Presidente da Câmara Municipal de Vila Real afirmou que tinham havido "acréscimos muito significativos" nas receitas de alguns impostos sobre os negócios (derrama e IMT), por comparação com 2015. Segundo ele, "os investimentos não têm uma relação direta com o Túnel do Marão, mas acho que quando as coincidências são muitas é porque não são coincidências nem são acasos". Um funcionário das Infraestruturas de Portugal descreveu o Túnel do Marão como um "dos poucos itinerários em que as previsões de tráfego acertaram".
No dia da inauguração, passaram no Túnel 17 882 veículos e, até ao momento, o dia mais movimentado foi 15 de agosto de 2016, quando nele passaram cerca de 19 500 veículos. O veículo nº 1 000 000 atravessou o Túnel por volta das 16:50 de 8 de agosto de 2016.

## Portagem
O Túnel do Marão tem portagens, pelo que o traçado original do IP4—que consiste numa via rápida com perfil 2+1 vias, inaugurada em 1988—serve de alternativa gratuita à utilização da autoestrada e do Túnel. As portagens são cobradas através de um pórtico de cobrança eletrónica e custam 2,05€ para os veículos de classe 1, 3,60€ para a classe 2, 4,65€ para a classe 3 e 5,15€ para a classe 4.
Nos primeiros seis meses de funcionamento foram cobrados 3,6 milhões de euros em portagens (dos quais 0,5 milhões no primeiro mês), o que estava em linha com as previsões da empresa Infraestruturas de Portugal.

## Desenvolvimentos da construção

### 2006-2007
- 22 de novembro de 2006: o governo de Portugal aprova o programa de procedimento e o caderno de encargos relativo ao concurso público para a concessão (por 30 anos) do Túnel do Marão. Esse documento é publicado no Diário da República em 13 de março de 2007, sendo designado por Despacho n.º 4506/2007.[22]

### 2008
- 30 de maio de 2008: é publicada a Resolução do Conselho de Ministros n.º 89/2008, onde é aprovada a minuta do Contrato de Concessão do Túnel do Marão.[23]
- 31 de maio de 2008: é assinado, em Amarante, o Contrato de Concessão do Túnel do Marão, entre o Estado português e o consórcio Auto-estradas do Marão S.A..[24] A concessão era válida até 2038, mas o Estado acabou por resgatá-la em 2013.

### 2009
- Maio de 2009: obras do Túnel começaram.

- Setembro de 2009: obras foram suspensas por causa de uma providência cautelar interposta pela empresa Águas do Marão.

### 2010
- Em março de 2010 o Tribunal levantou a suspensão cautelar mas as obras só se reiniciaram em Junho do mesmo ano (três meses depois), em cerimónia que aliás contou com a presença do Primeiro-ministro à época, José Sócrates. Nova providência cautelar interposta pela mesma empresa suspendeu durante mais dois meses a obra (ou seja um total de cerca de oito meses de suspensão por estas razões).[25]

- A concessionária da obra de construção da autoestrada do Marão reiniciou a obra em setembro de 2010 e terá executado, segundo algumas informações, perto de 70% da obra mas voltou depois a parar a empreitada, por sua exclusiva iniciativa, em Junho de 2011

### 2011
- Em 27 de Junho de 2011 foi anunciado que as obras do túnel seriam suspensas por falta de dinheiro.[7][8] A concessionária Auto-estradas do Marão, que junta as empresas Somague a MSF, decidiu suspender as obras em toda a extensão da auto-estrada de ligação entre Amarante e Vila Real.

### 2012
- Em 11 de Março de 2012, o consórcio construtor exigiu ao Estado uma indemnização de 100 milhões de euros, dando como justificação a paragem da obra e os bancos estarem a praticar taxas de lucro mais altas.[26]

- Em 19 de Junho de 2012, o governo anunciou que pretendia reservar 200 milhões de euros de fundos comunitários para terminar a construção da autoestrada, que se encontrava suspensa desde 27 de Junho 2011.[27]

### 2013
- Em Junho de 2013, o Estado rescinde a concessão do Túnel do Marão, com justa causa fundada no incumprimento pela Concessionária Auto-estradas do Marão, que parou a obra em Junho de 2011.[28]

### 2014
- Em janeiro de 2014, Pedro Passos Coelho, afirmou que espera retomar "durante o primeiro semestre de 2014" as obras no Túnel do Marão.[29]

- Em Fevereiro de 2014, o secretário de Estado dos Transportes, Sérgio Monteiro, anunciou que seriam abertos naquele mês concursos para a conclusão do Túnel do Marão.[30] A execução do empreendimento do Túnel do Marão foi dividida pela Estradas de Portugal em três concursos públicos internacionais para a construção do acesso poente, do acesso nascente e de execução do Túnel.[31]

- Em Julho de 2014, o consórcio da Teixeira Duarte e da EPOS ganhou o concurso lançado pela Estradas de Portugal para a construção da secção central do Túnel do Marão, com uma proposta de 88,1 milhões de euros[32][31] A Opway Engenharia ganhou o concurso para a realização das obras do acesso poente ao Túnel.[31] No acesso Nascente ganhou a Ferrovial-Agroman em consórcio com a Lena Engenharia e Construções.

- A 2014-08-20, a Estradas de Portugal confirmou que a construtora Opway apresentou “uma caução” por “depósito em dinheiro” que permite assegurar a construção do acesso poente ao Túnel do Marão.[31] A Opway, uma empresa do Grupo Espírito Santo, teria visto a garantia bancária cedida pelo antigo Banco Espírito Santo perder valor devido ao Caso do Banco Espírito Santo.[31]

- Em 18 de novembro de 2014, recomeçaram os trabalhos da perfuração do Túnel, 46 meses depois de as obras terem parado em toda a extensão da Autoestrada do Marão.

### 2015
- Em 8 de outubro de 2015 as duas frentes de trabalho ficaram ligadas, já sendo possível atravessar toda a Serra do Marão por baixo de terra.

### 2016
- Inaugurado em 7 de maio de 2016 pelo primeiro-ministro António Costa, na presença do antigo primeiro-ministro José Sócrates, do presidente da Câmara Municipal de Vila Real Rui Jorge Santos e do bispo de Vila Real D. Amândio José Tomás.[6]